# Patissa
Patissa é um gênero de mariposa pertencente à família Crambidae.